# Архиепархия Гамбурга
Архиепархия Гамбурга (лат. Archidioecesis Hamburgensis) — архиепархия Римско-Католической церкви с центром в городе Гамбург, Германия. В митрополию Гамбурга входят епархии Оснабрюка и Хильдесхайма. Кафедральным собором архиепархии Гамбурга является церковь Пресвятой Девы Марии.

## История
В 810 году, по приказу Карла Великого в Гамбурге была построена первая церковь и освящена трирским епископом Амаларом, первым священником был назначен Херидаг.
В 831 году Римский папа Григорий IV назначил епископом Гамбурга первого священника города Херидага, который однако вскоре скончался и монах-бенедиктинец святой Ансгар был посвящён в епископы. В 845—848 гг., после завоевания Гамбурга викингами, епархия Гамбурга была соединена с Бременской епархией в Гамбург-Бременскую епархию с центром в Бремене.
Во время Реформации в Германии епархия Бремена прекратила своё существование. Последним епископом Бремена был Георг фон Брауншвейг-Люнебург, который умер в 1566 году.
В 1620 году Святой Престол образовал апостольский викариат Северной Германии, в которую входил Гамбург. В XVIII веке апостольский викариат Северной Германии передал часть своей территории новому апостольскому викариату Саксонии, который в 1780 году был упразднён и присоединён к апостольскому викариату Швеции.
17 сентября 1839 года Римский папа Григорий XVI издал бреве Ex pastoralis, которой перевёл кафедру апостольского викариата Швеции в Гамбург.
7 августа 1868 года апостольский викариат Швеции передал часть своей территории новым католическим структурам: апостольской префектуре Дании (сегодня — Епархия Копенгагена), апостольской префектуре Шлезвиг-Гольштейна и миссии Sui iuris Норвегии (сегодня — Епархия Осло). В этот же день апостольский викариат Швеции был переименован в апостольский викариат Северной Германии.
13 августа 1930 года Римский папа Пий XI издал буллу Pastoralis officii, которой передал часть территории апостольского викариата Северной Германии новым структурам: епархии Оснабрюка и архиепархии Падерборна.
23 июля 1973 года Святой Престол преобразовал часть апостольского викариата Северной Германии в апостольскую администратуру Шверина, а в 1992 году преобразовал её в епархиальную администратуру. 24 октября 1994 год апостольской конституцией Omnium Christifidelium папа Иоанн Павел II воссоздал епархию из частей Оснабрюкской и некоторых частей Хильдесхаймской епархий, включив сюда и администратуру Шверина.

## Ординарии архиепархии
- епископ Генрих Тайссинг (23.07.1973 — 5.12.1987);
- епископ Теодор Хубрих (23.11.1987 — 26.03.1992);
- архиепископ Людвиг Аферкамп (24.10.1994 — 16.02.2002);
- архиепископ Вернер Тиссен (22.11.2002 — 21.03.2014);
- архиепископ Стефан Хессе (26.01.2015 — по настоящее время).

## Источник
- Annuario Pontificio, Libreria Editrice Vaticana, Città del Vaticano, 2003, ISBN 88-209-7422-3
- Бреве Ex iniuncto nobis, Bullarum diplomatum et privilegiorum sanctorum Romanorum pontificum Taurinensis editio, Vol. III, pp. 60-61 Архивная копия от 16 декабря 2018 на Wayback Machine (лат.)
- Бреве Ex pastoralis, Bullarium pontificium Sacrae congregationis de propaganda fide, V, Romae 1841, p. 183 Архивная копия от 2 апреля 2015 на Wayback Machine (лат.)
- Булла Pastoralis officii, AAS 23 (1931), p. 34 Архивная копия от 27 марта 2010 на Wayback Machine (лат.)